# Hermann Höfle
Hermann Julius Höfle (Salisburgo, 19 giugno 1911 – Vienna, 21 agosto 1962) è stato un militare tedesco, ufficiale delle SS con il grado di Sturmbannführer. In qualità di Capo di stato maggiore di Odilo Globočnik nel contesto dell'Aktion Reinhard egli ricoprì un importante ruolo nello svolgimento della Shoah.

## Biografia
Nato a Salisburgo, in Austria, Höfle entrò a far parte del partito nazionalsocialista il 1º agosto 1933 (numero di tessera 307.469). Dopo essere entrato a fare parte delle SS e dopo l'annessione dell'Austria da parte della Germania, nel marzo 1938, Höfle venne inviato alla scuola ufficiali delle SS che si trovava a Dachau.
Dopo lo scoppio del secondo conflitto mondiale e la conseguente invasione della Polonia Höfle fu inviato a Nowy Sącz, in Polonia meridionale, prima di essere assegnato, in qualità di supervisore, ad un campo di lavoro per prigionieri ebrei nei pressi di Lublino.
Impiegato in seguito in diversi ruoli di polizia nei territori orientali occupati egli fu assegnato, nel marzo 1942, allo staff di Odilo Globocnik ed impegnato ad organizzare la cosiddetta Aktion Reinhard: la deportazione e lo sterminio della popolazione ebraica presso tre campi di sterminio appositamente costruiti (Bełżec, Sobibór, Treblinka).
Höfle, braccio destro di Globocnik, dalla sua sede di Lublino, fu attivamente impegnato nell'organizzazione dei trasporti dai ghetti di Mielec, Lublino, Rzeszów, Varsavia e Białystok. Ebbe un ruolo di primo piano anche nella ricezione e smistamento dei convogli di deportati provenienti dalla Germania, dal campo di concentramento di Theresienstadt e dalla Slovacchia. Egli non si limitò a dirigere lo sterminio dal suo ufficio ma si impegnò direttamente ed effettuò personalmente alcune selezioni di giovani da inviare al lavoro e mantenne i rapporti con lo Judenrat di Varsavia durante le operazioni di deportazione.

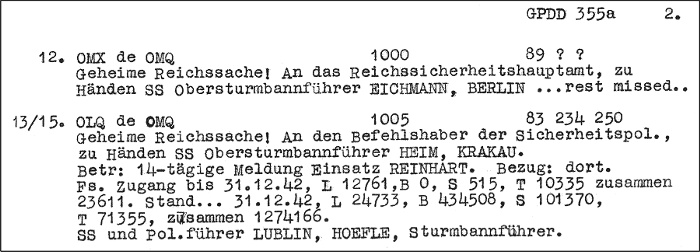
Foto dell'intercettazione originale del cosiddetto telegramma Höfle

Höfle, per il suo ruolo perfettamente a conoscenza del numero totale di vittime dell'Aktion Reinhard, inviò  ai suoi superiori un radiomessaggio cifrato che forniva il numero totale di vittime al 31 dicembre 1942 che ammontava a 1 274 166. Il cosiddetto telegramma Höfle, intercettato e decrittato dagli inglesi, non venne però da questi compreso e finì nell'archivio di Stato inglese dove è riemerso solo nel 2000 fornendo una delle prove più convincenti circa la magnitudine della Shoah.
Dopo il termine dell'Aktion Reinhard e la partenza di Globocnik e la maggior parte dei suoi sottoposti per Trieste nel settembre 1943, Höfle rimase a Lublino e prese parte all'Aktion Erntefest nel novembre dello stesso anno. Nel corso di tale Aktion furono uccisi, mediante fucilazione, circa 42 000 ebrei che lavoravano nei numerosi campi di lavoro forzato situati nella zona di Lublino ed impiegati, fino ad allora, nella produzione bellica. Dopo aver lasciato Lublino egli operò per breve tempo a Bruxelles, nei Paesi Bassi, prima di ricongiungersi con Globocnik a Trieste.
Al termine del conflitto Höfle fu arrestato ed internato dalle forze inglesi ma, dopo breve tempo, rilasciato. Egli visse in libertà fino al 1961 quando venne arrestato a Salisburgo. Trasferito a Vienna egli si impiccò nella sua cella prima che il processo a suo carico potesse avere inizio.